# فرودگاه سنت لئونارد
فرودگاه سنت لئونارد (به انگلیسی: Saint-Léonard Aerodrome) یک فرودگاه همگانی باربری با کد یاتا YSL است که یک باند فرود آسفالت دارد و طول باند آن ۱۲۱۹ متر است. این فرودگاه در شهر سنت لئونارد کشور کانادا قرار دارد و در ارتفاع ۲۴۲ متری از سطح دریا واقع شده است.